# Polygala gracilenta
Polygala gracilenta är en jungfrulinsväxtart som beskrevs av Burtt Davy. Polygala gracilenta ingår i släktet jungfrulinssläktet, och familjen jungfrulinsväxter. Inga underarter finns listade i Catalogue of Life.